# Prataria
Prataria refere-se a baixelas e outros utensílios de prata como castiçais, cálices, talheres e outros utensílios domésticos feitos de prata. O termo pode se referir também a uma porção de pratos, uma pratalhada.

## Prataria

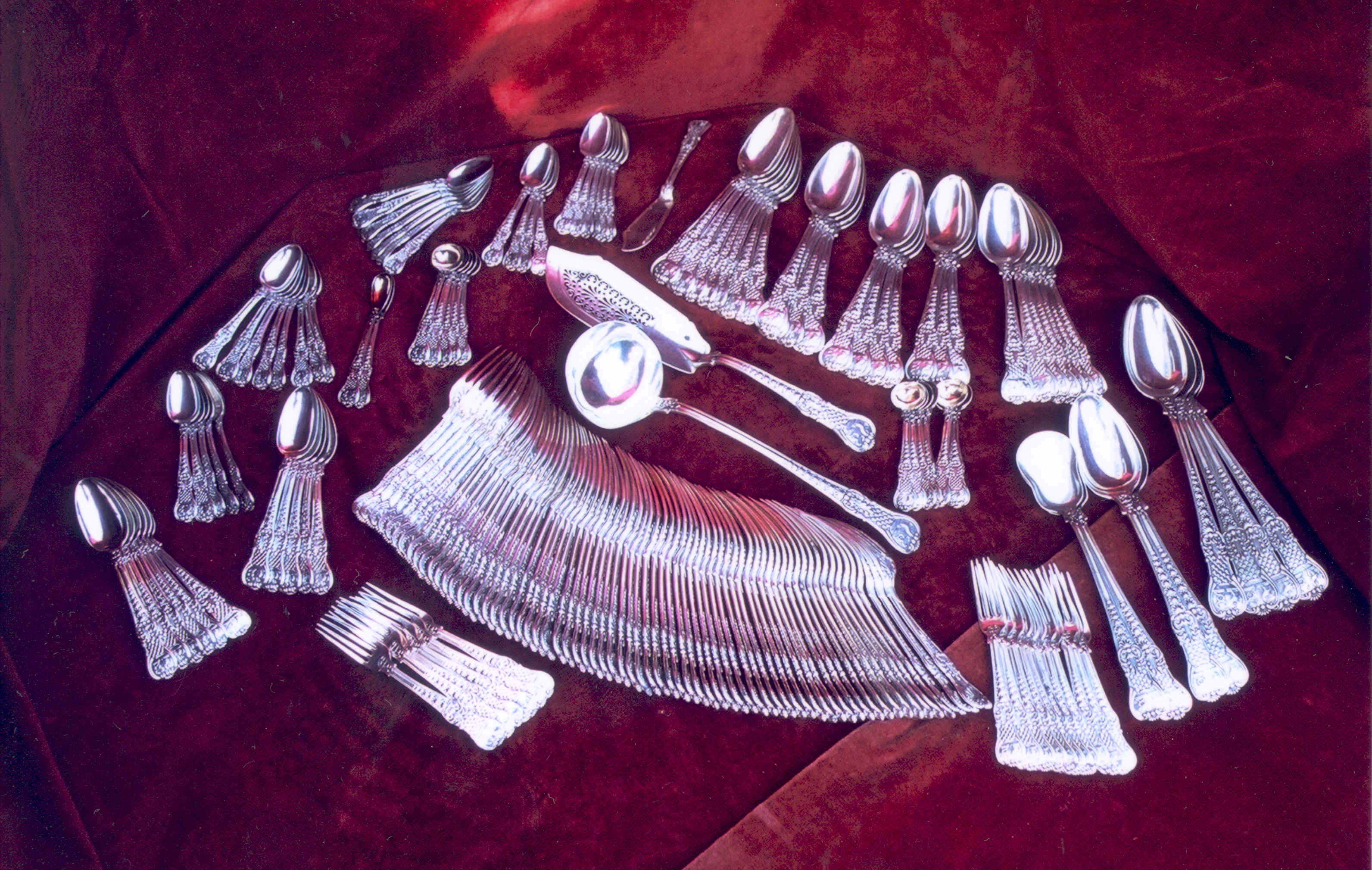
Bufete padrão Coburg
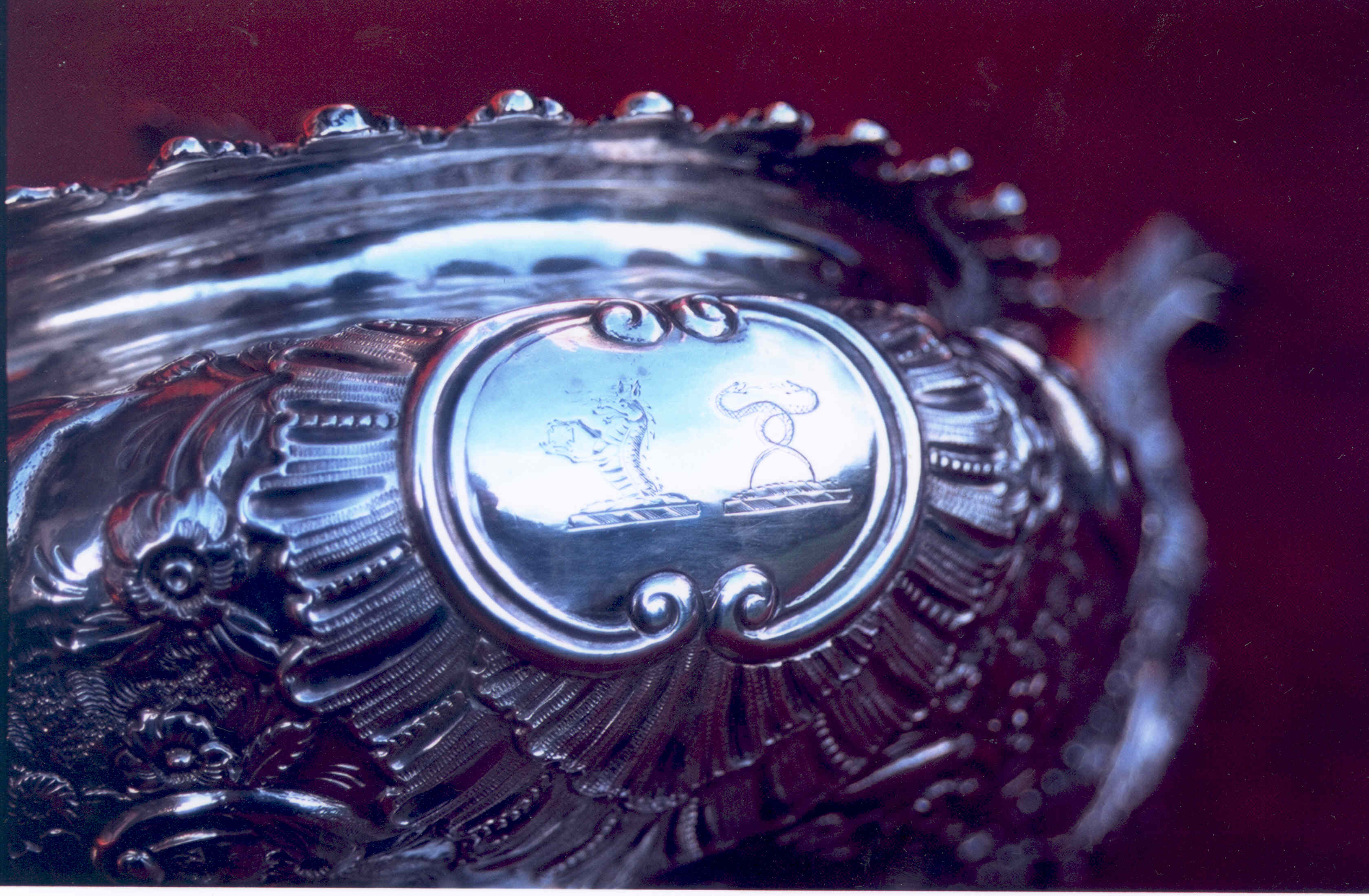
Detalhe de um Bule de Chá
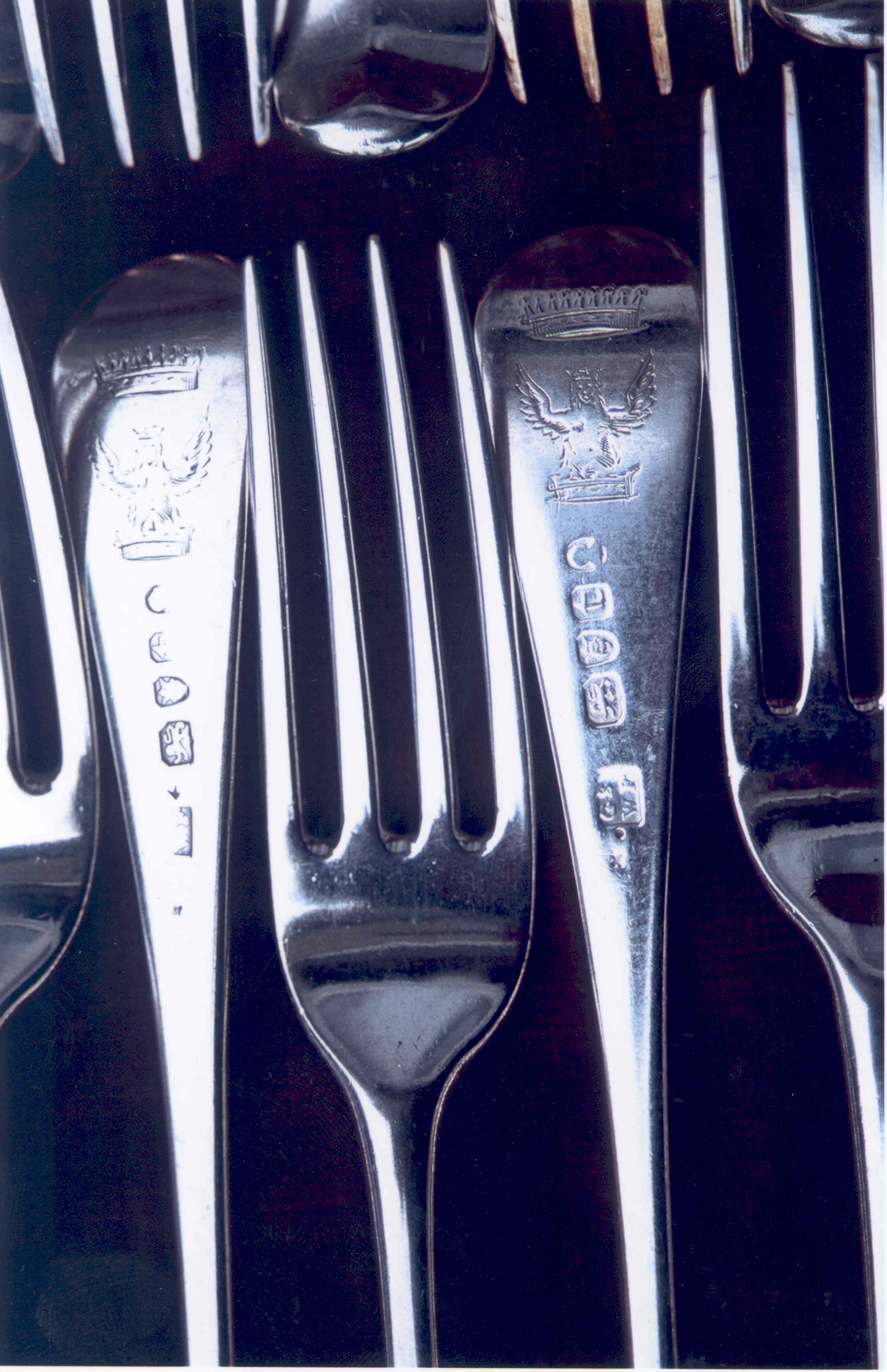
Detalhe de garfos George Smith III e William Fearn
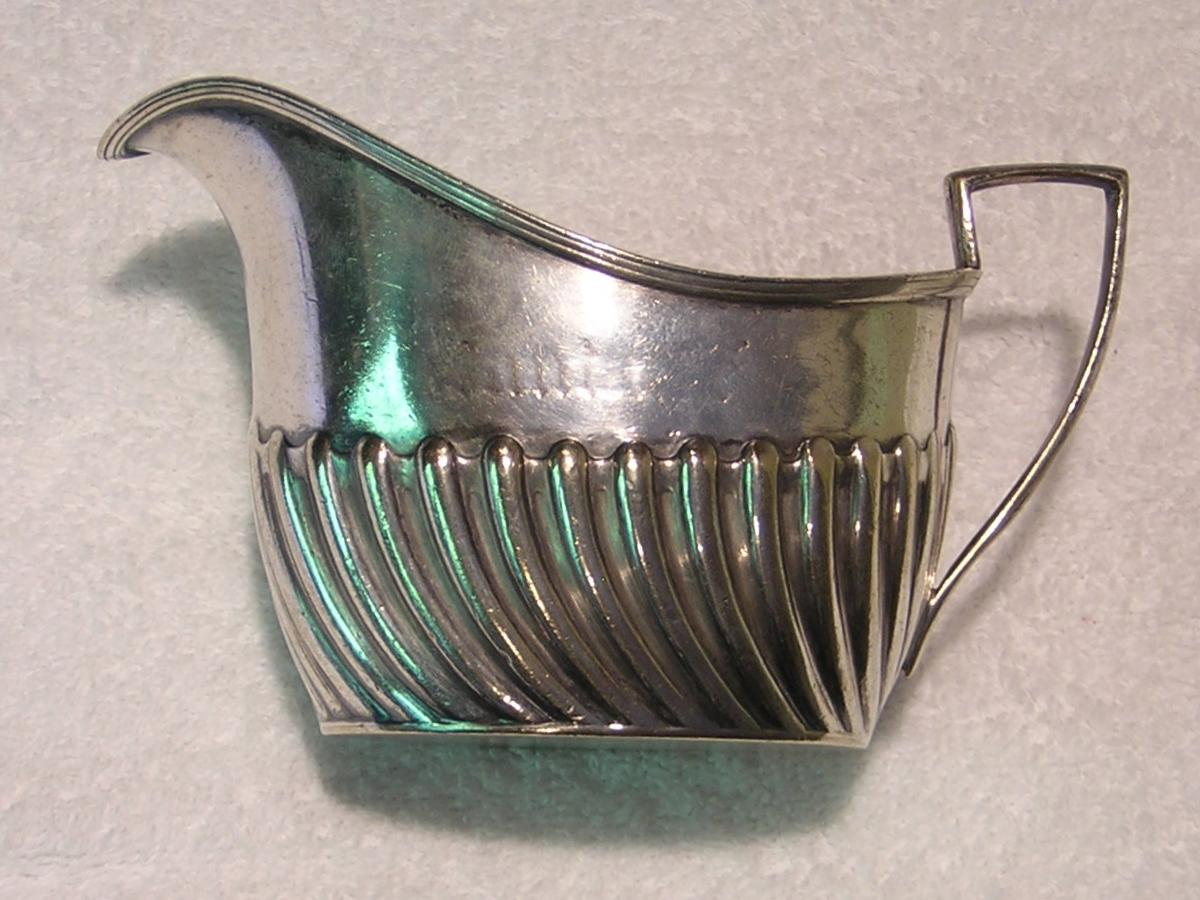
Pote para creme
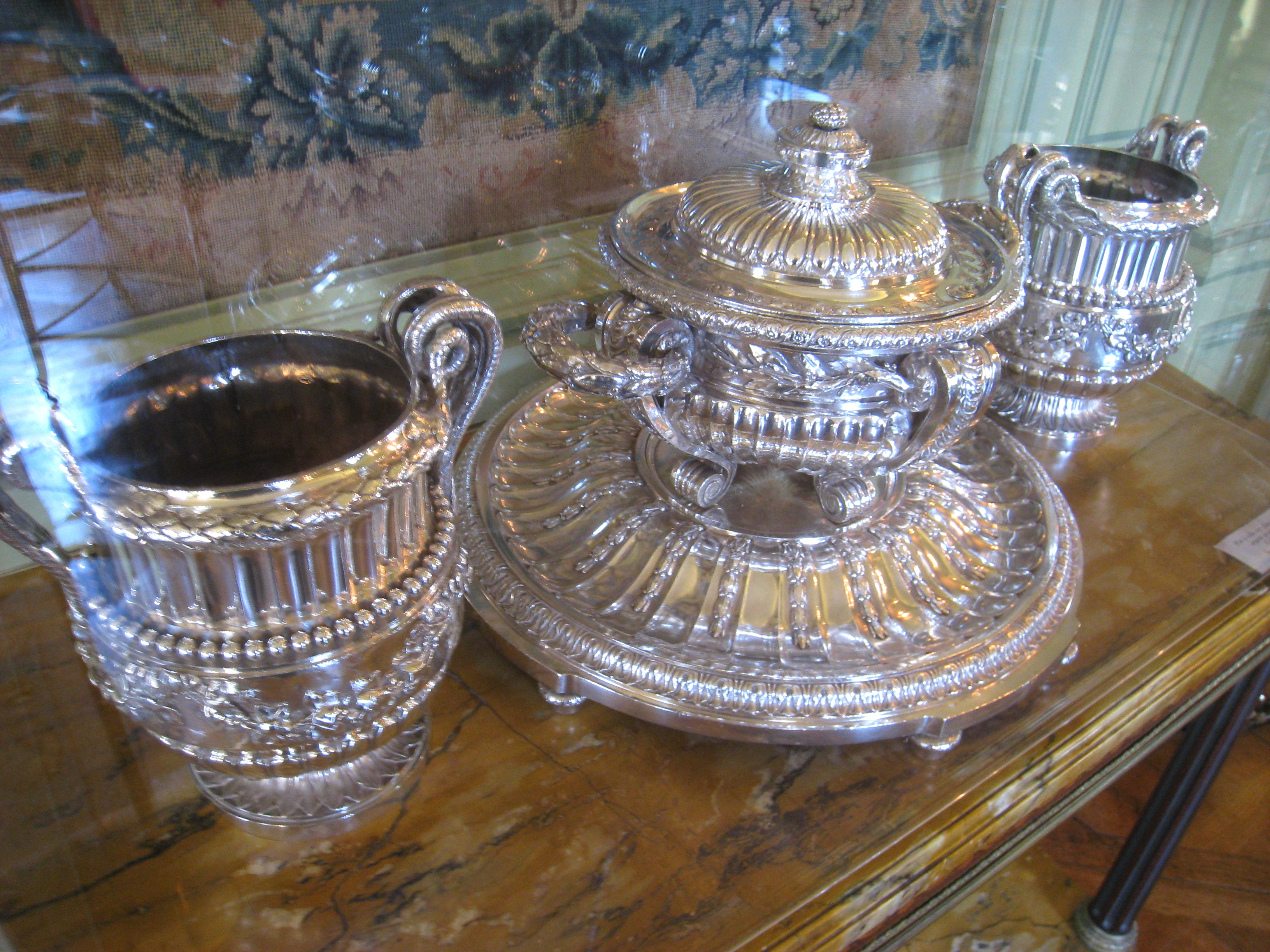
Prataria pertencente ao serviço de jantar Orloff a pedido da Catarina II da Russia
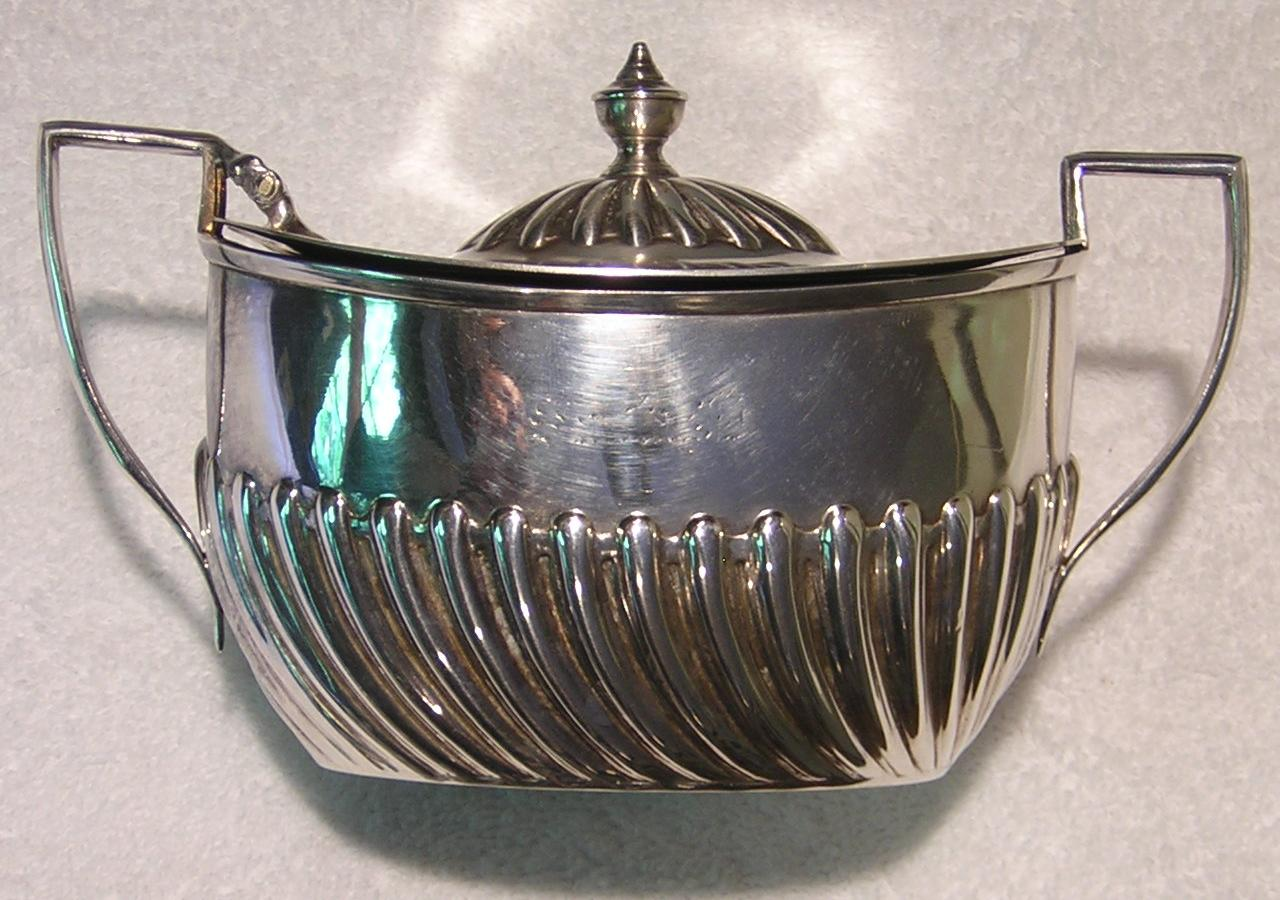
Açucareiro
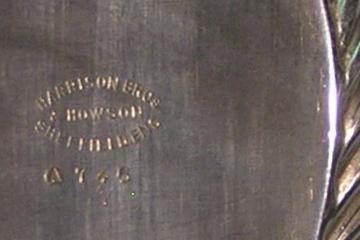
Marca de um fabricante:Harrison & Howson